# Gartenhaus Mantels

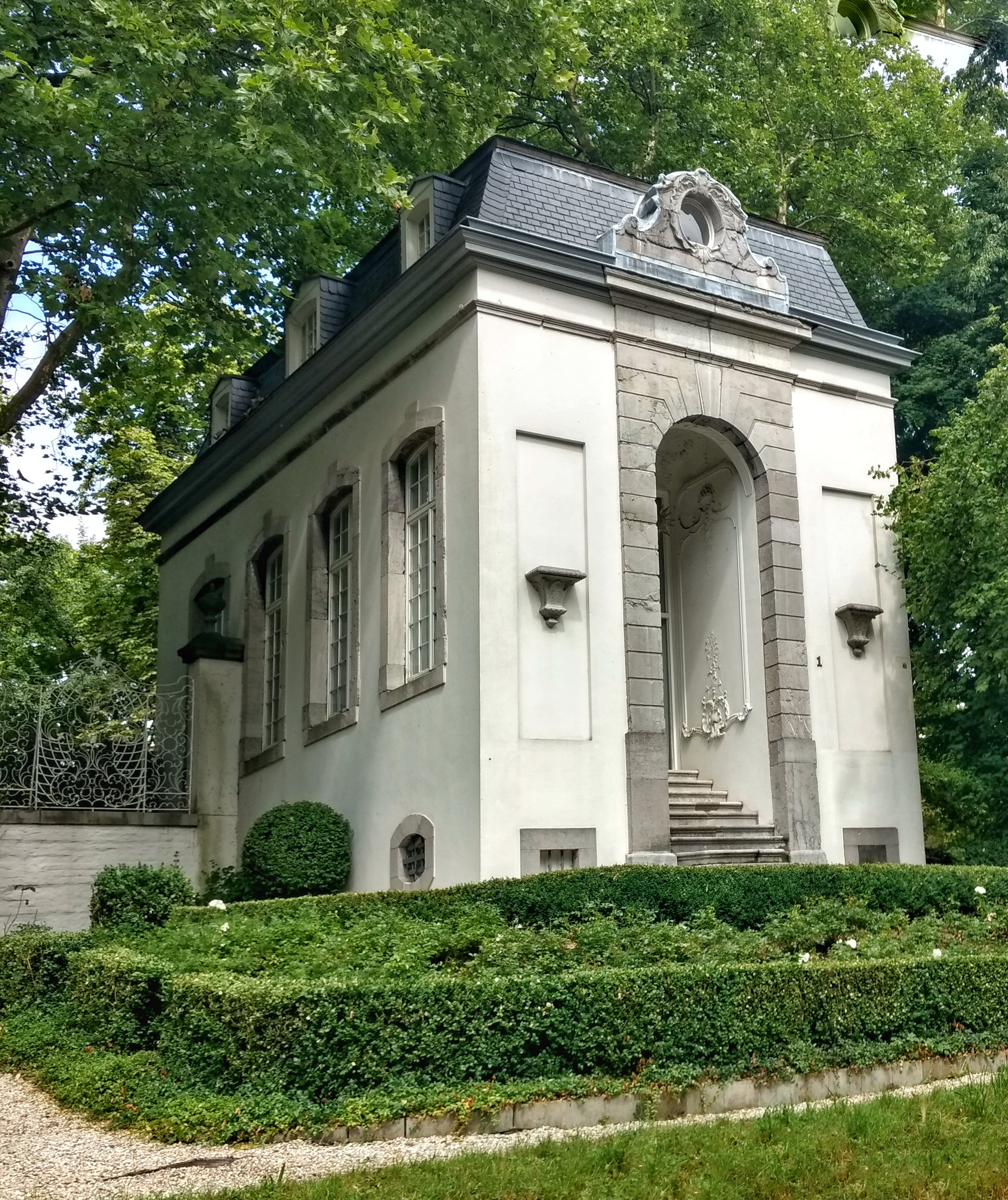
Seitenansicht des Pavillons
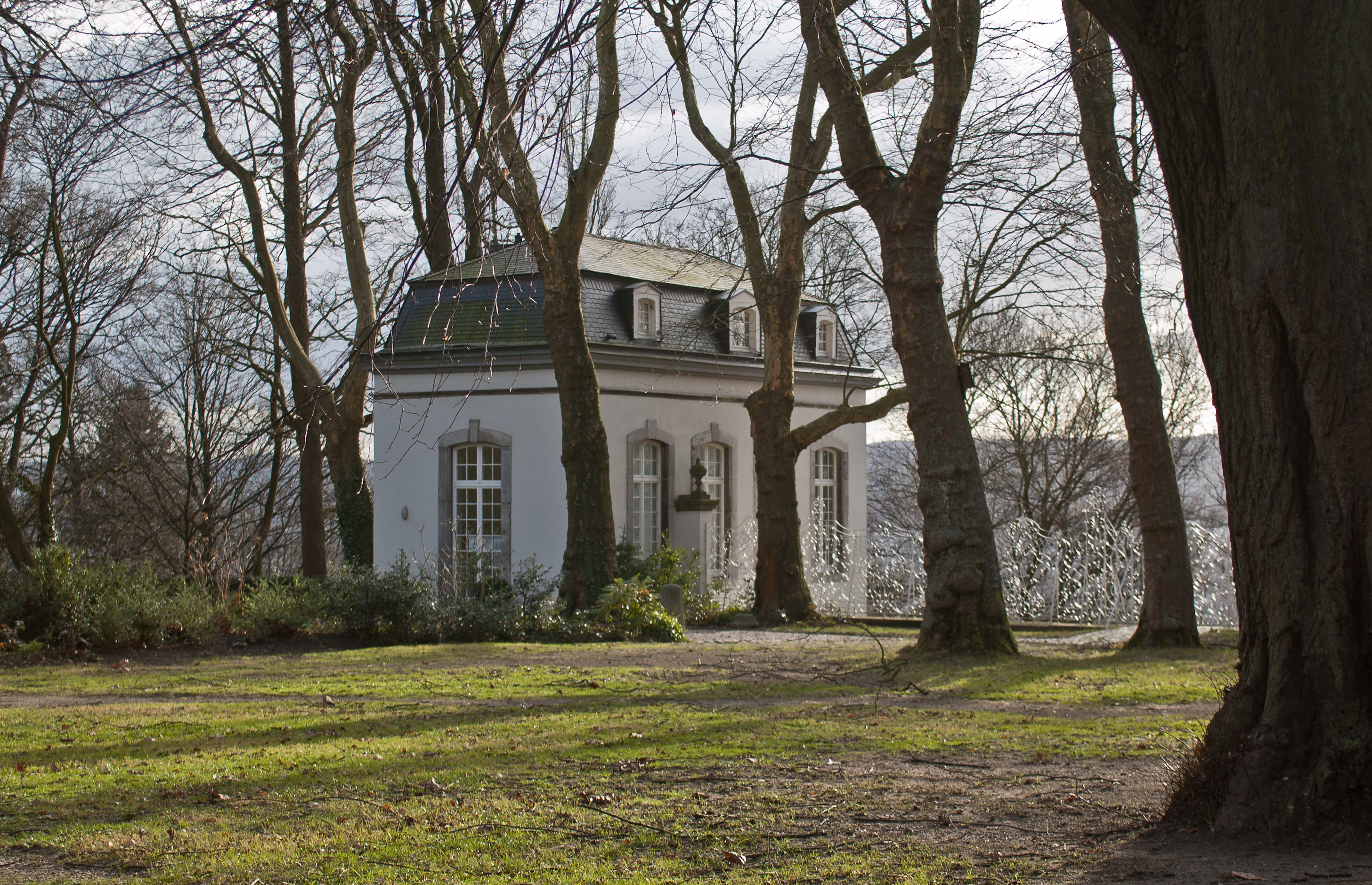
Ansicht vom Belvedereplateau

Das Gartenhaus Mantels, auch Kerstenscher Pavillon, ist ein barocker Gartenpavillon des Aachener Baumeisters Johann Joseph Couven, heute am Südosthang des Lousberges gelegen. Das Gartenhaus gehört zu den drei überlieferten Gartenhäusern Couvens in Aachen, zu denen auch noch das Gartenhaus Nuellens (heute im Burtscheider Kurpark) und das bereits 1888 abgebrochene Gartenhaus Pastor (Franzstraße 24) zählen.

## Baugeschichte

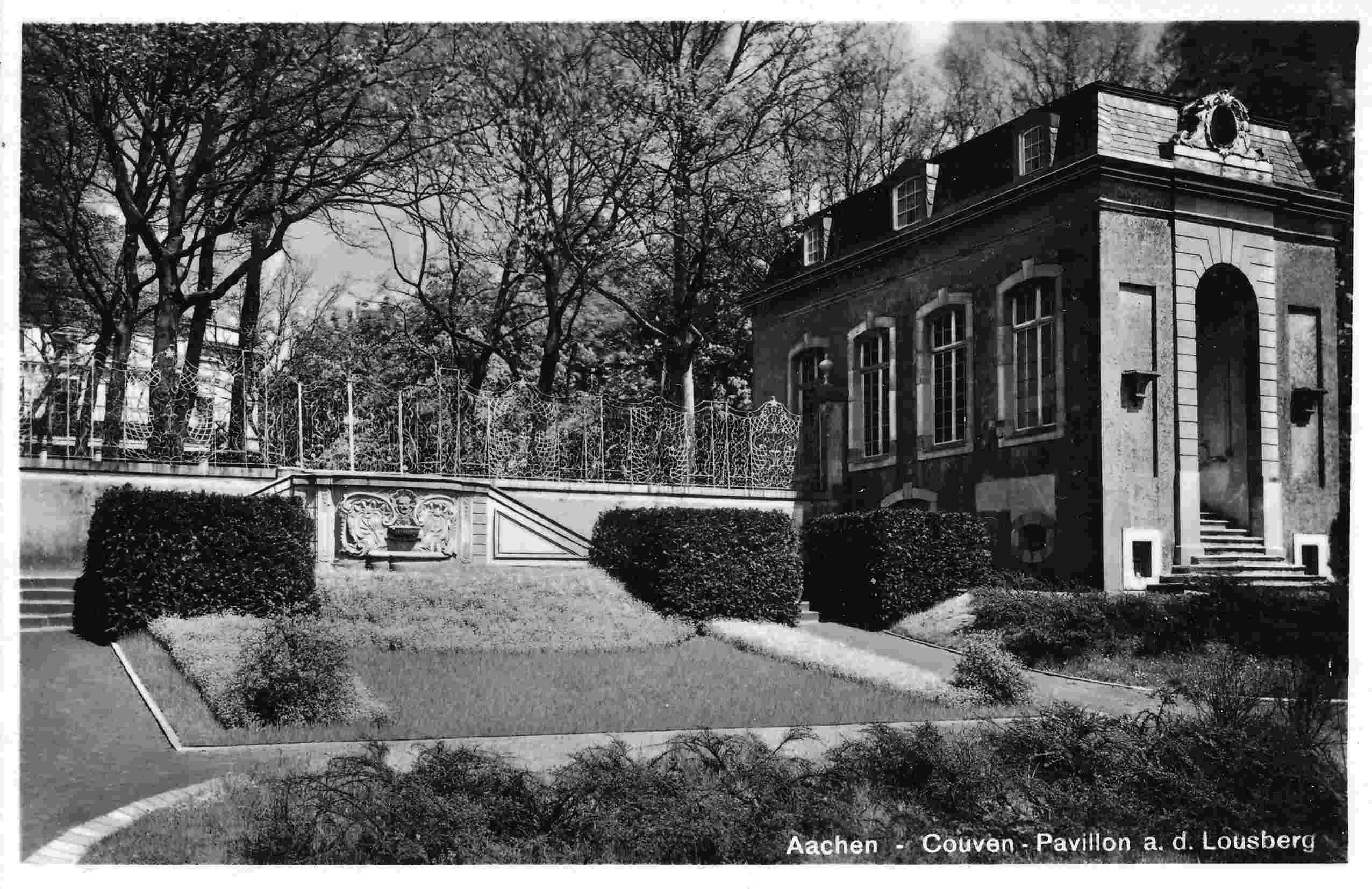
Kerstenscher Pavillon 1911

Das Gartenhaus Mantels war ursprünglich von Couven als Gartenhaus im Garten des 1737 für den Aachener Tuchfärber Nikolaus Mantels konzipierte Patrizierhaus am Annuntiatenbach 20 errichtet worden. Während das neunachsige Haupthaus aus nicht bekannten Gründen nicht von Couven realisiert wurde, baute Couven 1740 in dem morphologisch stark strukturierten Garten ein Gartenhaus mit einer vorgelagerten doppelläufigen Treppenanlage und zahlreichen Ziergittern. Ursprünglich hatte Couven eine wesentlich aufwendigere Gartenfassade mit Säulen und Pilastern geplant, die jedoch nicht zur Ausführung gelangte. In eine Brüstungsmauer, die, mit einem kunstvollen Geländer versehen, den Hof gegen den Garten abgrenzte, wurde eine zweiläufige Freitreppe eingearbeitet und mit einem dazwischen angeordneten Wandbrunnen verziert.
Der Pavillon selbst besaß neben dem eigentlichen Gartensaal ein Kellergeschoss und einen Dachboden; eine Treppenanlage aus Marmor führt zum zurückgesetzten, höhergelegenem Eingang in den Gartensaal. Der Pavillon hat leicht trapezförmige Ausmaße, mit einer Breite von 5,51 m bzw. 5,72 m und einer Länge von 10,52 m. Neben der vorderen Eingangstür befinden sich zwei kleinere Türen, hinter denen sich ein Abstellraum und der Zugang über eine Wendeltreppe zum Dachgeschoss verbirgt.
Der ehemals eichenholzvertäfelte Gartensaal ist heute vor Ort nicht mehr erhalten. Zwischen den Fenstern wurden ursprünglich über den kleinen Konsolentischen mit Marmorplatten hohe Spiegel angebracht, um die Lichtverhältnisse im Raum zu verbessern. Eine Kamineinfassung aus Marmor befindet sich heute im Grünen Salon des Couven-Museum am Hühnermarkt. Eine allegorische Darstellung des Zeus in einem geschnitzten Holzrahmen, der ursprünglich über dem Kamin hing, wurde ebenfalls in den Grünen Salon des Couven-Museums transloziert. Oberhalb der Spiegelrahmen verzierten ehemals kleine Gemälde den Innenraum. Während die beiden, ehemals nach außen führenden, zweiflügeligen Außentüren mit den geschnitzten, durchbrochenen Oberlichtern heute in den Festsaal des Couven-Museums integriert wurden, sind die einflügeligen Türen mit den allegorische Darstellungen in den Supraporten nicht mehr erhalten.
Die Pläne für den Innenausbau des Pavillons sind heute größtenteils verschollen und existieren z. T. nur als Umzeichnungen durch Joseph Buchkremer. Einzelne Teile der originalen Inneneinrichtung werden heute im Couven-Museum ausgestellt.
Ende des 19. bzw. Anfang des 20. Jahrhunderts bemühte sich die Stadtverwaltung Aachen, noch erhaltene Couven-Arbeiten in ihren Besitz zu bringen und zu konservieren. Neben dem Ankauf von Vertäfelungen, Kaminen unter anderem aus dem Haus zum Horn (Jakobstraße 24), dem von Coelsschen Hause (Hartmannstraße 11) und dem Guaitaschen Haus (Rosstraße 48) gelang es auch den Gartenpavillon und die dazugehörige Freitreppen, Ziergeländer und Brunnenschale vom damaligen Besitzer August Kersten zu erwerben. Couven hatte den vorgegebenen Höhenunterschied zwischen Hof und Garten des Grundstücks am Annuntiatenbach äußerst geschickt für seine Gesamtanlage genutzt: Ein überaus kunstvolles Gitter bekrönte die Brüstungsmauer, um den tiefer gelegenen Hof zum Garten hin wirkungsvoll abzugrenzen. Davor wurde eine Treppenanlage mit einem Wandbrunnen errichtet, um die Mauerfläche zu gestalten und den Zugang zum Garten zu schaffen. Der Pavillon selbst reichte weit bis in den Hof hinein. Eine Stufenanlage, die in eine tiefe Eingangsnische zur höher gelegenen Eingangstür führte, überbrückte den Höhenunterschied.

## Translozierung und heutige Nutzung
Um dies alles an anderer Stelle am Lousberg wieder aufzubauen, musste ein Platz mit etwa gleichem morphologischem Höhenprofil gefunden werden. Als ideal erwies sich der kleine Abhang am südöstlichen Belvedereplateau, wo man den Gartenpavillon Johann Joseph Couvens wieder errichtet hat. Oberbürgermeister Philipp Veltman schlug der Stadtverordneten-Versammlung als neuen Standort die genannte Stelle am Lousberg vor. Das kleine Gartenhaus mit kunstvollem Gitter, Freitreppe und Brunnenschale ist in den Jahren 1906–1907 vollkommen harmonisch in die Grünanlagen der Südseite des Lousberges einbezogen worden. Dort ist es vor allem unter dem auf seinen letzten Besitzer zurückgehenden Namen Kerstenscher Pavillon bekannt.
Heute wird der Pavillon als Sitz und Veranstaltungsort der Lousberg-Gesellschaft e.V. genutzt.

Innenansichten um 1915
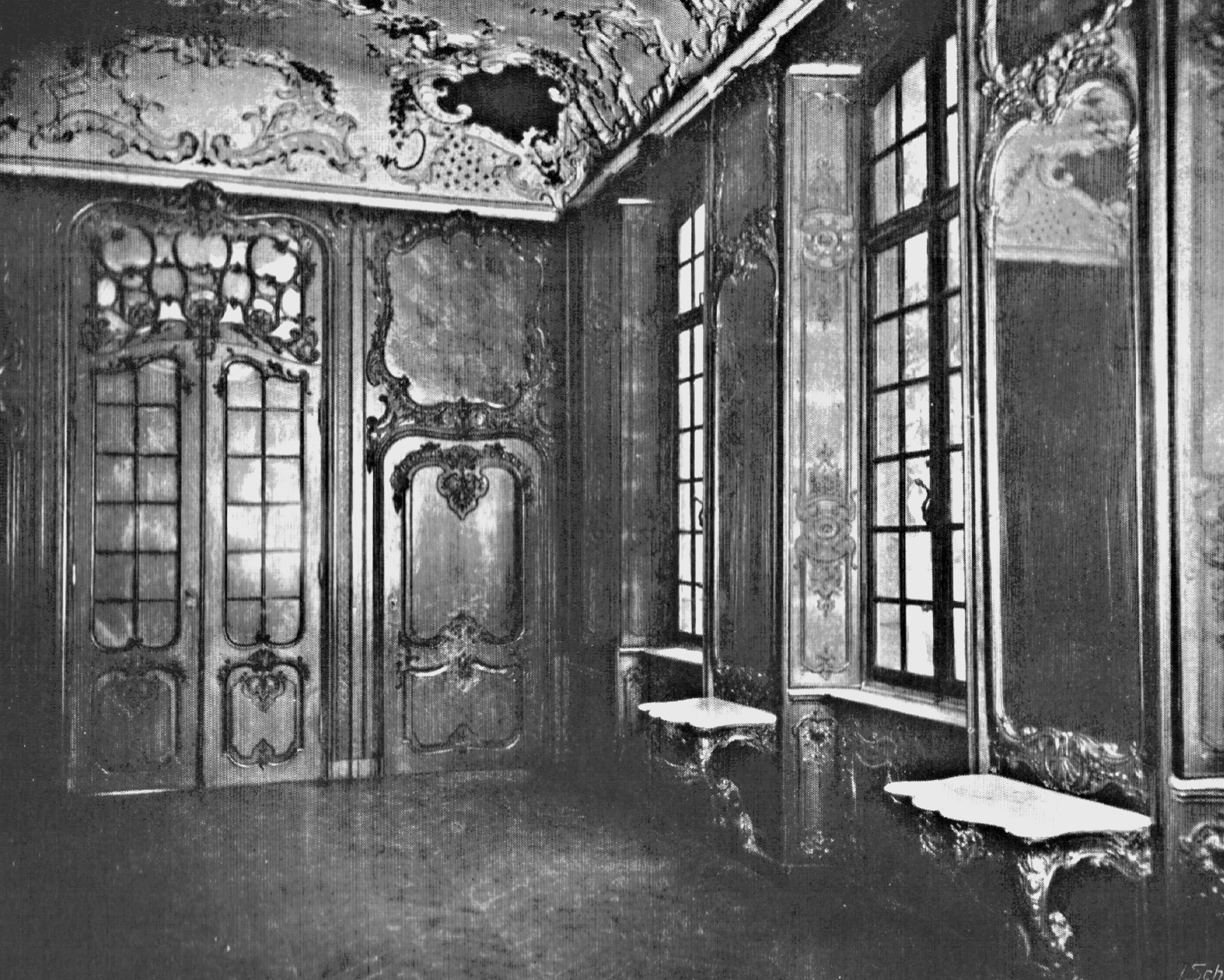
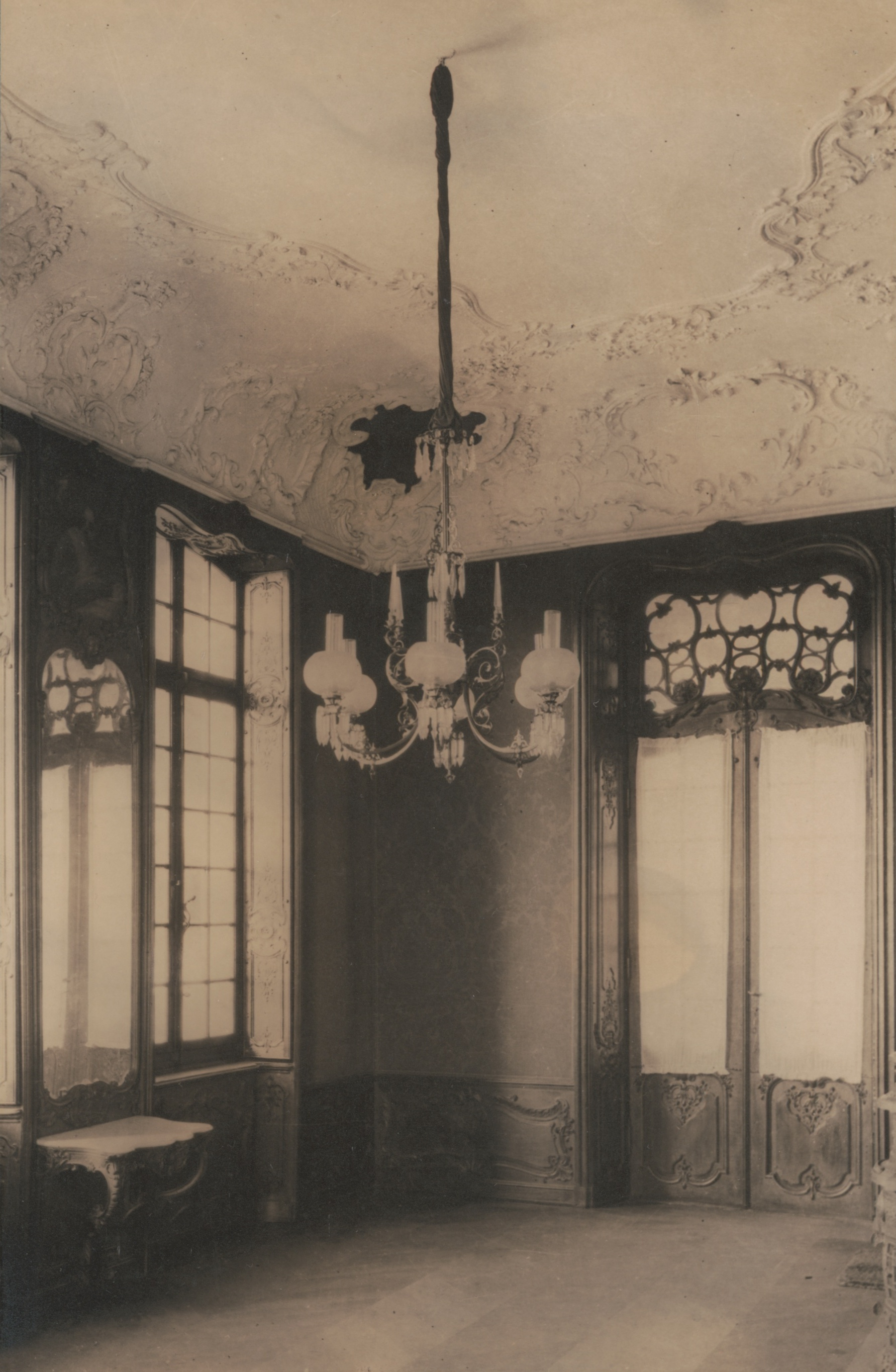
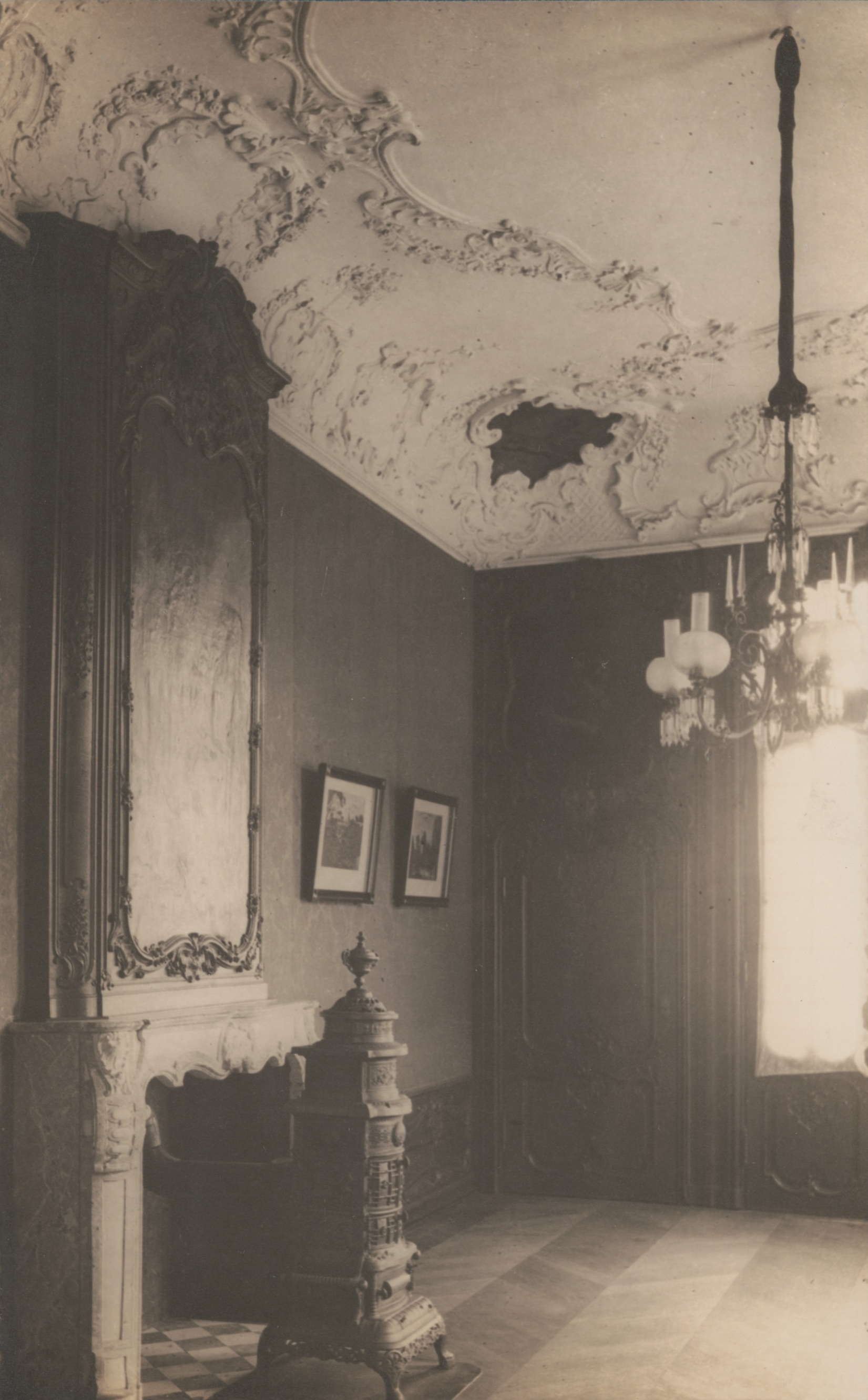
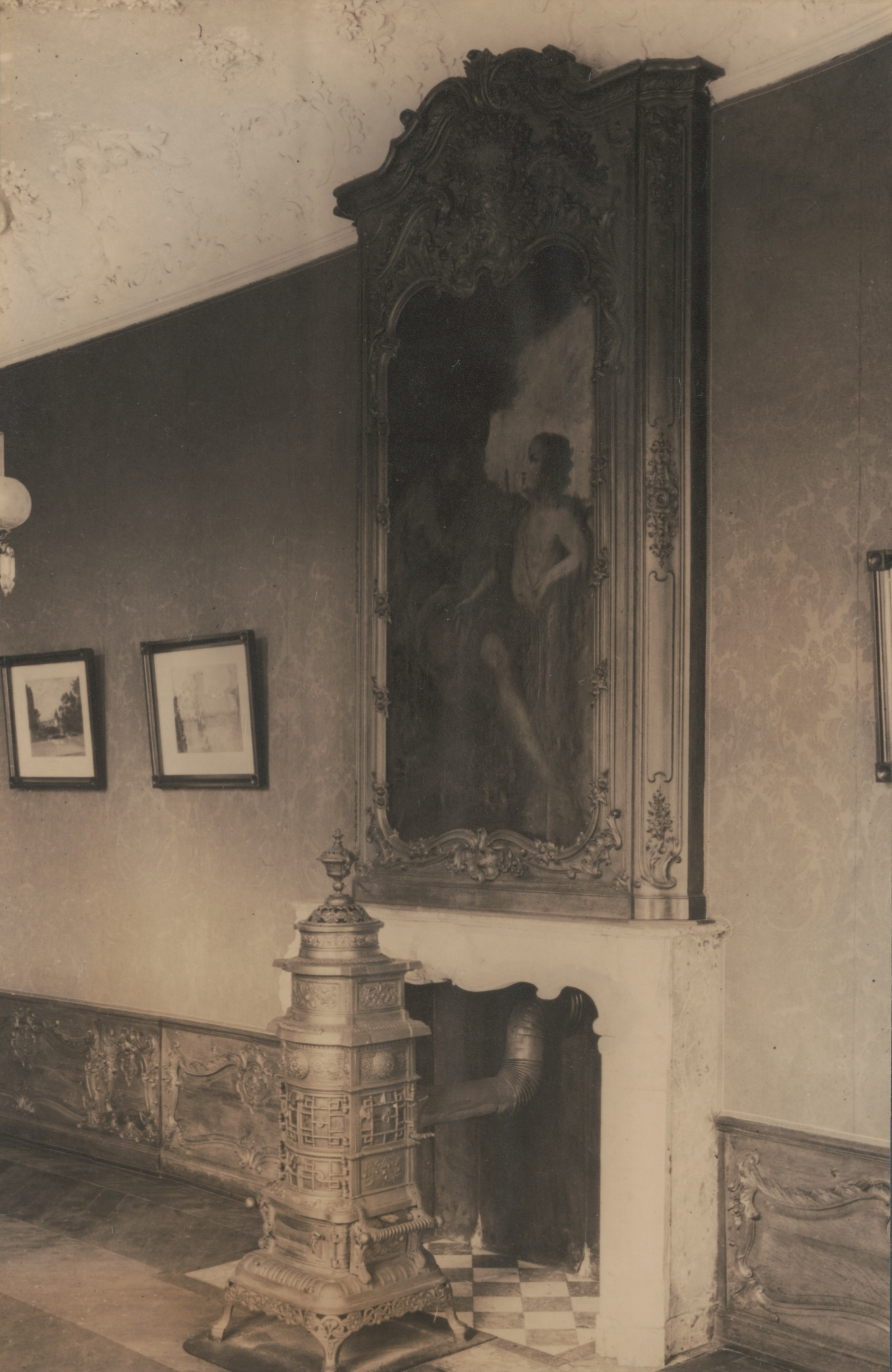

## Denkmalschutz
1977 wurde das Gartenhaus Mantels vom Landeskonservator Rheinland in das Denkmälerverzeichnis mit folgender Charakteristik eingetragen:

„ehem. Zu Annuntiatenbach 20 gehörig. 1737 (J. J. Couven), 1906/07 an die jetzige Stelle transloziert; verputztes Gartenhaus mit Mansarddach und Werkstein-Fensterrahmen, Ausstattung zum Teil im Couven-Museum, seitliche eine Rampe mit doppelläufiger Freitreppe und Ziergitter von 1767“